# Kobasičari
Kobasičari is een plaats in de gemeente Kapela in de Kroatische provincie Bjelovar-Bilogora. De plaats telt 212 inwoners (2001).